# Luther (1965)
Luther ist ein dramatischer Fernsehfilm aus dem Jahr 1965, der von Alan Cooke nach einem Theaterstück von John Osborne inszeniert wurde.

## Handlung
Anfang des 16. Jahrhunderts beginnt ein junger Mönch des Augustinerklosters in Erfurt namens Martin Luther den Verkauf von Ablässen mittels 95 Thesen zu kritisieren. Heißt zunächst Luthers Gegner Tetzel, so zeigt sich doch bald, dass Papst Leo X. der eigentliche Gegner ist. Luther soll widerrufen und wird auf den Reichstag zu Worms geladen. Dort wird er abermals aufgefordert zu widerrufen. Doch Luther, der erschienen ist, folgt der Aufforderung nicht.
Jahre später hat die Reformation ihren lauf genommen. Im Süden Deutschlands erhoben sich Bauern, wurden aber von den Fürsten niedergeworfen und vernichtend geschlagen. Luther muss sich am Ende des Films der Kritik eines aufständischen Bauern, der sich einst auf Luther berief und der sich mittlerweile von Luther verraten fühlt, stellen.

## Hintergrund
Die Verfilmung des Theaterstücks Luther von John Osborne wurde im Rahmen der Fernsehreihe BBC Play of the Month von der British Broadcasting Corporation (BBC) produziert. Die Inszenierung wurde am 19. Oktober im Vereinigten Königreich ausgestrahlt.
Im Jahr 1974 wurde das Theaterstück nochmals als Film adaptiert. Die Fassung von 1974 mit dem Titel Luther wurde jedoch bekannter als die von 1965.